# S級潜水艦 (アメリカ海軍)
S級潜水艦 (S-class submarine) は、アメリカ海軍の潜水艦の艦級。しばしば「Sボート」と呼ばれた。海軍の設計による初の潜水艦の艦級であった。

## 概要
アメリカ海軍は1920年から1925年まで51隻のS級潜水艦を就役させた。最初のSボート、S-1 (USS S-1, SS-105) は1918年に、最終艦の S-51 (USS S-51, SS-162) は1925年に就役した。S級潜水艦はその設計差異から4つのグループに分類される。
- 第1グループ（S-1級、あるいはエルコ型）：S-1 および S-18 から S-41 、エレクトリック・ボート (Elco) の下請けとしてフォアリバー造船所およびユニオン鉄工所で建造。
- 第2グループ（S-3級、あるいは海軍工廠型）：S-3 から S-17 、ポーツマス海軍工廠およびレイク・トルペード・ボートで建造。
- 第3グループ（S-42級）：S-42 から S-47 、フォアリバー造船所で建造。
- 第4グループ（S-48級）：S-48 から S-51 、レイク・トルペード・ボートで建造。

S-2 はレイク・トルペード・ボートで建造されたプロトタイプ。
S-1、S-2 および S-3 は同一のスペックで建造されたプロトタイプであった。S-1 はエレクトリック・ボート (Elco)、S-2 はレイク・トルペード・ボート、S-3 は建造補修局（後の艦船局）によって設計された。レイク・トルペード・ボートの設計は劣るものと見なされ、エレクトリック・ボートおよび艦船局の設計案で建造が始められた。
最初のSボートである S-1 は1918年9月26日にベスレヘム・スチール社のフォアリバー造船所で進水したが、1920年6月5日まで就役しなかった。
SボートはO級潜水艦およびR級潜水艦の改良型であった。SボートはR級と比較すると大型であり、全長は33フィート (10.1 m) 、全幅は3フィート3インチ (1.0 m) 大きく、吃水は2フィート3インチ (0.7 m) 深く、排水量は60%増加した。これにより広範囲な航続距離、より大型のエンジンの搭載および高速、加えて多くの魚雷を搭載することが達成できた。しかしながら艦首の魚雷発射管は依然として4門であった。第2グループの7隻および第4グループの艦は後部魚雷発射管が追加された。グループ4の艦は全長が延長され、吃水は浅くなった。1923年に S-1 は水上機の発艦試験を実施した（これは日本海軍が後に採用した）。本級の4隻は1926年から28年にかけてペルー海軍に供与された。

## 戦役
S級は第二次世界大戦において大西洋と太平洋の両方で運用された。大戦で使用された他の潜水艦よりも小型で低速であり、航続距離も短かったため、偵察、補給任務および沿岸防衛任務に使用された。アリューシャン方面の戦いの後はアラスカでの沿岸防衛任務に従事している。本級は艦隊潜水艦が本格的に使用される様になった1943年の中頃には退役が進み、主として対潜水艦戦訓練任務に使用される様になる。大戦を生き残った艦の大半は1946年にはスクラップとして処分された。
第二次世界大戦において本級は第一次世界大戦の遺物と言える Mk 10 魚雷を使用した唯一の艦級であった。他の艦級は Mk 14 魚雷を使用したが、S級の魚雷発射管は長さが足りず Mk 14 を使用することができなかった。しかしながら、Mk 14 は初期に不具合が高率で発生したため、本級が使用できなかったことは必ずしも損失とは言えなかった。
本級はイギリス海軍に対しての6隻を始めとして、何隻かは他国の海軍に供与された。そのほとんどは対潜水艦戦訓練に使用され、1944年の中盤には退役した。